# John MacEvilly
John McEvilly (1818 - 1902) est un homme de l'Église catholique irlandais qui est archevêque de Tuam de 1881 à 1902.

## Biographie
Il nait le 15 avril 1818 à Louisburgh, un petite ville à côté de Westport, en Irlande. Il entre au Séminaire de Tuam en janvier 1833, puis est envoyé au St Patrick's College de Maynooth en septembre 1833, où parmi ses contemporains se trouve le futur archevêque d'Armagh Joseph Dixon. En 1842, McEvilly est ordonné prêtre de l'archidiocèse de Tuam.
Le 9 janvier 1857, il est nommé évêque de Galway par le Saint-Siège et est consacré le 22 mars 1857 par John MacHale, archevêque de Tuam,. Lorsqu'il est évêque de Galway, McEvilly est nommé administrateur apostolique de Kilmacduagh et Kilfenora en septembre 1866 et nommé évêque coadjuteur de Tuam le 11 janvier 1878. Au décès de l'évêque MacHale, il lui succède comme évêque métropolite de Tuam le 7 novembre 1881,.
Il joue un rôle important dans la formation de l'École industrielle Saint-Joseph, à Letterfrack, et produit un nombre de commentaires Bibliques.
John MacEvilly meurt en fonction le 26 novembre 1902, âgé de 84 ans,.